# Epirubicina
L'Epirubicina  è un'antraciclina  usata in chemioterapia. Può essere usata in combinazione con altri trattamenti contro il tumore alla mammella in pazienti ai quali il tumore è già stato rimosso chirurgicamente (trattamento di supporto per evitare l'insorgenza di recidive). 
Come le altre antracicline, l'epirubicina agisce come intercalante del filamento di DNA.
L'intercalazione porta alla formazione di un complesso che inibisce la sintesi di DNA e RNA e innesca lo sfaldamento del DNA per opera di Topoisomerasi II, i legami che si formano con le membrane e le proteine plasmatiche possono essere coinvolte nell'effetto citotossico. L'epirubicina genera anche dei radicali liberi che possono causare danni a cellule e DNA.
Commercialmente, ci si riferisce alle antracicline con la doxorubicina, la più nota, spesso la più impiegata in terapia perché causa meno effetti collaterali. L'epirubicina ha un diverso orientamento spaziale dell'ossidrile sul carbonio 4' sullo zucchero - presenta chiralità opposta - il quale potrebbe essere responsabile per l'eliminazione più veloce e la ridotta tossicità. Epirubicina è primariamente impiegata contro il cancro alle ovaie ed alla mammella, tumore gastrico, tumore ai polmoni e linfomi.

## Storia dello sviluppo
Il primo risultato dei trial medici di epirubicina fu pubblicato nel 1980. Upjohn richiese l'approvazione a U.S. Food and Drug Administration (FDA) per un farmaco contro i linfonodi nei tumori al seno nel 1984, approvazione che venne rifiutata per mancanza di dati.  In 1999 Pharmacia (che venne poi fusa a Upjohn) ricevette l'approvazione di FDA per l'uso di epirubicina come un componente della terapia adiuvante nei pazienti con linfonodi.
Il brevetto per epirubicina è scaduto ad agosto 2007.
1. ↑  conversione automatica delle frasi R via DHI GHS/CLP Website Archiviato l'8 maggio 2021 in Internet Archive.
2. ↑  
 vol. 74, PMID 6934564, PM6934564.
3. ↑   Copia archiviata, su targethealth.com. URL consultato il 20 gennaio 2019 (archiviato dall'url originale il 10 maggio 2008).